# Châtillon-sur-Indre
Châtillon-sur-Indre è un comune francese di 2 891 abitanti situato nel dipartimento dell'Indre nella regione del Centro-Valle della Loira.
Il territorio comunale è bagnato dal fiume Indre.

## Società

### Evoluzione demografica
Abitanti censiti

## Amministrazione

### Gemellaggi
Solferino